# ماري إيلينا (مسلسل)
ماري إيلينا (Marielena) هو مسلسل مكسيكي (telenovela) مكون من 169 حلقة بالنسخة الأصلية باللغة الإسبانية كتبها ديليا فيلو. سجلت حلقاته في ميامي والذي أنتجه خوسيه إنريكي كلوسيلار في عام 1992، عرض لأول مرة على تيلموندو في 13 أفريل 1992 . وأنتج مارياإلينا بالتعاون مع شركة كابيتالفيسيون الدولية للشبكة الأميركية تيلموندو والتلفزيون الإسباني. ولعب دور البطولة لوسيا منديز وإدواردو يانيز وعرض ممتاز من زولي مونتيرو في دور ساندوفال كلوديا. وترجم المسلسل إلى اللغة العربية من طرف شركة فيلملي اللبنانية لصاحبها نقولا أبو سمح. وقد بثت مسلسل في بعض دول العالم العربي.

## القـــصـــــة
- تبدأ القصة مع امرأة إسمها كارميلا مونيوز تليد فتاة تدعى ماريا إيلينا في البحر أي في منتصف مضيق فلوريدا، أثناء هروبهم من كوبا في قارب سنة 1966. بعد سنوات كبرت ماريا إيلينا وأصبحت امرأة شابة وجميلة وذات فتاة الأخلاق الحميدة بفضل والدتها كارميلا التي تعيش معها في مدينة ميامي، مع شقيقهاإنريكي، الملقب «كيكي» وشقيقتها مرسيدس الملقب «الميش» ويولاندا ويعرف أيضا باسم «يولي»، في شقة متواضعة وتبحث عن وظيفة من اجل أن تعيل نفسها وعائلتها، وستعمل لاحقا سكرتيرة في وكالة الإعلانات، عند رجل شاب وثري وطويل القامة يدعى لويس فيليبي الذي هو متزوج من سيدة تكبره 15 سنة تدعى كلوديا.و قد تزوج بها من أجل المال فقط، وتحمل كلوديا مرة واحدة ولكنها تقوم بالعملية إجهاض في السر وتخبر زوجها بأنها عملت حادث سيارة وتفقد الجنين.لا تمر فترة طويلة حتى ستجد ماري إلينا نفسها مغرمة برئيسها الشاب الوسيم وترتبط معه بعلاقة عاطفية بعيداعن أنظار الجميع، في أحد الأيام تقضي ليلة برفقة لويس فيليبي في شقته السرية التي لا يعرفها أحد ولاحقا ستكتشف أنها حامل وتنتظر مولودا.لويس فيليبي مع هذا الوضع الجديد يقرر ترك زوجته الثرية لبدء حياة جديدة مع ماري إلينا ولكن زوجته لن تتقبل هذا الأمر بسهولة وتوسلت إليه أن لا يتركها وعندما تجده مصرا على موقفه تهدده بكل ما تملكه من قوة. في هذا الوقت هناك ابن أخت كلوديا المعروف بأندي، الذي خسر والده منصبه السياسي وكل أمواله فلجأ إلى خالته طلبا للمال من أجل شراء المخدرات المدمن عليها منذ فترة طويلة، والذي يقوم بابتزازها لأنه يعرف سر فقدها للجنين ويهددها بكشف أمرها، ولكن عندما ترفض أن تعطيه المال يوجه إليها طعنات قاتلة بآلة حادة كانت موجودة أمامه. لويس فيليبي سيعتقد بأن حبيبته ماري إلينا هي من قامت بقتل زوجته، لذلك يقرر الاعتراف بجريمة لم يرتكبها ليحميها من السجن. وفي نفس الوقت تظن ماري إلينا الحامل بأن لويس فيليبي هو من قتل زوجته، وتدور الأحداث....
- في النهاية، كيكي يبدأ علاقة مع تيتي، وشيلا تترك كاماتشو بعد التأكد من خيانته، وميليسا تكون شريكة مع تاتو، وبعد الكثير من العقبات والمصاعب تتزوج ماري إيلينا ولويس فيليبى ساندوفال في الكنيسة. وتظهر المشاهد النهائية الجميع في احتفال بالعروسين والغناء «سي نص ديان» والرقص على موسيقى السالسا. والفرقة مرياشي تبدأ أغنية من نوفيلا مع عروسين.

## الطاقم التقني
- تصميم الملابس: Patricia Claymuelle
- منتج عام: José Enrique Crousillat
- اللحن الرئيسي: Se acabó
- غناء: Lucía Méndez
- إضاءة: Luis Cardoso
- الموسيقى: Rey Casas, Raúl Rodríguez
- مساعد المخرج: Jairo Arcila
- إخراج: Rodolfo Hoppe,Cusi Barrio
- شركة الإنتاج: Capitalvision بالاشتراك مع قناة TVE
- الدبلجة للعربية: نقولا أبو سمح
- إستديوهات: شركة فيلملي
- إخراج إلى اللغة العربية: جورج أبو سلمي

## الأبــطـــــال
- لوسيا مينديز..Lucía Méndez(ن.ع: إلفيرا يونس): ماريا إيلينا
- إدواردو يانيز..Eduardo Yáñez(ن.ع:وليم عتيق): لويس فيليبى ساندوفال
- زولي مونتيرو..Zully Montero(ن.ع: كاتيا أبودامس): كلاوديا ساندوفال
- إيفا تَمارغو ليموس..Eva Tamargo Lemus(ن.ع: نوال حجازي): سيسيليا
- ماريا خوسيه ألفونسو..María José Alfonso(ن.ع: روزي يازجي): كارميلا أم ماري ايلينا
- كريستينا كرمان..Cristina Karman (ن.ع: جيزال بويز): يولي أخت ماري ايلينا
- خوليو الكازار..Julio Alcázar (ن.ع: أسعد رشدان): أندريس زوج ليتيسيا
- مانولو فيلافيردي..Manolo Villaverde(ن.ع:إسماعيل نعنوع): تيو زوج فوشا
- ميغيل جوتيريز..Miguel Gutiérrez (ن.ع: عماد فريد): دون روفينو أبو زوج يولي
- لويس ج.أكيندو..Luis G. Oquendo (ن.ع:سمير معلوف): أوربانو
- ميغيل بانك..Miguel Paneke (ن.ع:بيير داغر): ليون
- خوان كارلوس أنتون..Juan Carlos Antón (ن.ع: غسان سالم): خافيير
- فرانك فالكون..Frank Falco (ن.ع: ميشال أبو سليمان): كيكي
- غريسيلدا نوجويراس..Griselda Nogueras (ن.ع:وفاء طربيه): فوشا جارة عائلة ماري ايلينا
- أرورا كالاوزا..Aurora Callazo (ن.ع: زينة ملكي): ليتيسيا زوجة أندريس
- إيفون دليز..Ivon D'Liz (ن.ع: مارسيل مارينا): بوريتا
- ألكسا كوبي..Alexa Kube (ن.ع: وفاء شراره): ميليسا ابنة اندريس وليتيسيا
- لاري فيلانويفا..Larry Villanueva (ن.ع:جهاد الأندري): أندي ابن أندريس وليتيسيا
- إميليانو دييز..Emiliano Díez (ن.ع: شربل زياده): رينيه
- ميليسا دوكي دي استرادا..Mellissa Duque de Estrada (ن.ع: أنطوانيت عقيقي): تيتي
- إيمانويل غيروني..Emanuel Gironi (ن.ع: كميل سلامة): كارلوس